# Cateanus
Cateanus là một chi bọ cánh cứng trong họ 
Elateridae.
Chi này được miêu tả khoa học năm 2004 bởi Schimmel.

## Các loài
Các loài trong chi này gồm:
- Cateanus bakeri (Fleutiaux, 1914)
- Cateanus brancuccii Schimmel, 2004
- Cateanus horni (Schwarz, 1901)
- Cateanus lijiangensis Schimmel, 2004
- Cateanus probsti Schimmel, 2004